# Předběžný přístup
Předběžný přístup, anglicky Early access, je metoda uvedení počítačové hry na trh, při které hráč po zaplacení určené částky získává přístup ke hře, která ještě není úplně dokončena. Autor hry potom získává prostředky na dokončení hry.
Poprvé byl předběžný přístup použit na platformě Steam v roce 2003. 